# Pawel Dmitrijewitsch Kisseljow

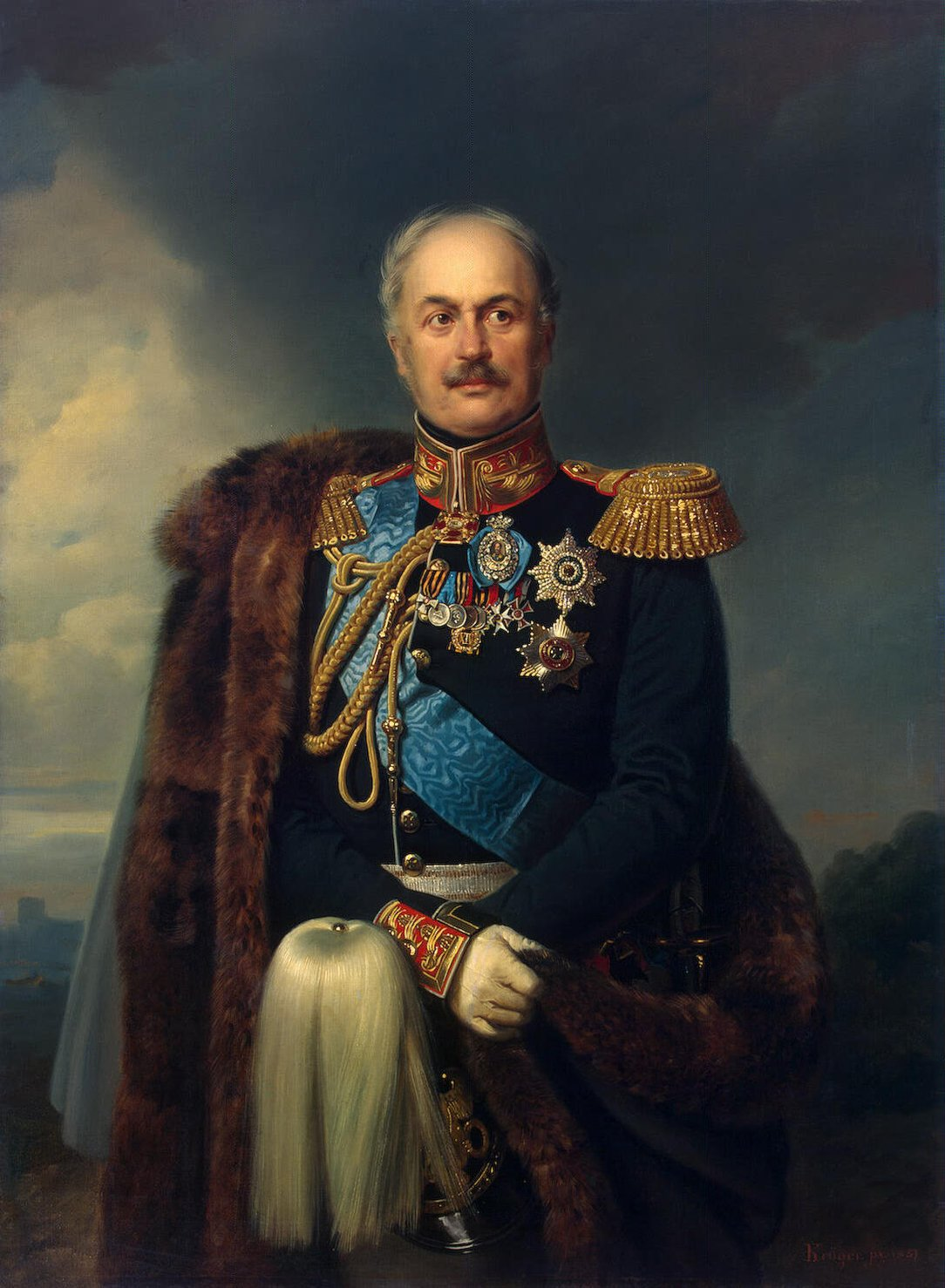
Pawel Kisseljow (Porträt von Franz Krüger, 1851)

Pawel Dmitrijewitsch Kisseljow (russisch Павел Дмитриевич Киселёв; auch Pavel Kisseleff oder Kyselov; * 8. Januarjul. / 19. Januar 1788greg. in Moskau; † 14. Novemberjul. / 26. November 1872greg. in Paris) war ein General und russischer Reformer.

## Leben
Kisseljow war verheiratet mit Gräfin Sofia, der Tochter von Stanisław Szczęsny Potocki. Mit ihr hatte er eine Tochter, die aber sehr früh verstarb. Während des Russisch-türkischen Krieges wurde er bevollmächtigter Vorsitzender des moldauischen und walachischen Staatsrates (divanuri). Von 1829 an regierte General Kisseljow auch in Bukarest. In seiner Amtszeit wurden erstmals moderne Grundgesetze (Regulamente organice) für beide Fürstentümer aufgestellt. Bis 1834 blieb er der mächtigste Mann in den Donaufürstentümern. 1835 ging er nach Sankt Petersburg. Dort begann er mit einem weiteren Reformprogramm. Von 1837 bis 1856 stand er an der Spitze des Ministeriums der staatlichen Domänen des Russischen Reiches 1856 wurde Kisseljow Botschafter in Paris, wo er 1872 auch starb.
In seiner Amtszeit in Bukarest erfolgten erstmals weiträumige Stadtplanungen.

## Ehrungen
1855 wurde er Ehrenmitglied der Kaiserlichen Akademie der Wissenschaften in St. Petersburg. In Bukarest wurde der Park Parcul Kiseleff sowie die Chaussee Șoseaua Kiseleff nach ihm benannt. Seit 2021 spielen die Rugby-Union-Nationalmannschaften Russlands und Rumäniens den Kiseleff Cup aus.